# Divergent (film)
Divergent este un film științifico-fantastic și de acțiune american din anul 2014. Este regizat de Neil Burger, scenariul este scris de Evan Daugherty și Vanessa Taylor,  fiind bazat pe romanul omonim de Veronica Roth. 
Filmul este prima parte din seria The Divergent și este produs de Lucy Fisher, Pouya Shabazian și Douglas Wick. În rolurile principale joacă actorii Shailene Woodley, Theo James, Ashley Judd, Jai Courtney, Ray Stevenson, Zoë Kravitz, Miles Teller, Tony Goldwyn, Ansel Elgort, Maggie Q și Kate Winslet.
Povestea filmului are loc într-o versiune distopică postapocaliptică a orașului Chicago unde oamenii sunt împărțiți în facțiuni diferite bazate pe virtuțile umane.   Beatrice Prior este avertizată că ea este Divergent și, astfel, nu se va potrivi în oricare dintre facțiuni și, în curând, descoperă un complot sinistru care mocnește în societate ei aparent perfectă.
Dezvoltarea filmului Divergent a început în martie 2014 când Summit Entertainment a cumpărat drepturile de autor de ecranizare a cărții de la compania lui Douglas Wick și Lucy Fisher, Red Wagon Entertainment. Filmările principale au început la 16 aprilie 2013 și s-au terminat la 16 iulie 2013, unele re-filmări având loc în 24-26 ianuarie 2014. Cea mai mare parte a producției a avut loc în Chicago.
Divergent a fost lansat pe 21 martie 2014 în Statele Unite. Filmul a beneficiat de recenzii împărțite din partea criticilor de film. Filmul a avut succes financiar, încasând peste 288 milioane de $ la un buget de 85 milioane de $. A fost lansat pe DVD și Blu-ray la 5 august 2014.
O continuare, The Divergent Series: Insurgent, a fost lansată la 20 martie 2015 în SUA.

## Distribuție

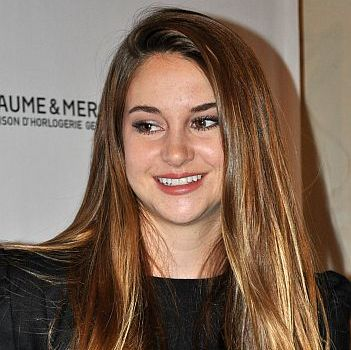
Shailene Woodley joacă rolul Beatricei Prior.

- Shailene Woodley - Beatrice "Tris" Prior
- Theo James - Tobias "Four" Eaton
- Ashley Judd - Natalie Prior
- Jai Courtney - Eric Coulter
- Ray Stevenson - Marcus Eaton
- Zoë Kravitz - Christina
- Miles Teller - Peter Hayes
- Tony Goldwyn - Andrew Prior
- Ansel Elgort - Caleb Prior
- Maggie Q - Tori Wu
- Mekhi Phifer - Max
- Kate Winslet - Jeanine Matthews
- Ben Lloyd-Hughes - Will
- Christian Madsen - Al
- Amy Newbold - Molly Atwood